# Ptycholaemus troberti
Ptycholaemus troberti là một loài bọ cánh cứng trong họ Cerambycidae.